# Visselhövede
Visselhövede é uma cidade da Alemanha localizada no distrito de Rotenburg, estado de Baixa Saxônia.